# The Sea Devils
A The Sea Devils a Doctor Who sorozat hatvankettedik része, amit 1972. február 26.-a és április 1.-e között vetítettek hat epizódban. Ebben a részben a főszereplők meglátogatják a Mestert egy börtönben (végül kiszabadul), valamint jelennek meg először a Tengeri ördögök, a szílúrok vízalatt élő rokonjaik (legutoljára a Warriors of the Deep részben jelentek meg).

## Történet
Miután a Mestert a Unit korábban elfogta, egy különleges börtönben tartják fogva egy szigeten, egy tengerészeti támaszpont közelében. Szigorú, de aránylag kellemes körülmények között éldegél. A Doktor és Jo meglátogatják, szeretnék megtudni, hol van a Mester Tardis-a, de ő azonban nem árulja el. A haditengerészetet közben aggasztja, hogy a környéken nyomtalanul több hajó is eltűnt, s egy régi elhagyatott tengeri erődnél is furcsa események történnek...

## Epizódok listája
| Epizód sorszáma | Bemutató napja    | Hossza | Nézők száma (millió) | Formátum                      |
| --------------- | ----------------- | ------ | -------------------- | ----------------------------- |
| 1               | 1972. február 26. | 24:40  | 6,4                  | Rsc átalakítás (Ntsc-l Pal-a) |
| 2               | 1972. március 4.  | 24:30  | 9,7                  | Rsc átalakítás (Ntsc-l Pal-a) |
| 3               | 1972. március 11. | 24:05  | 8,3                  | Rsc átalakítás (Ntsc-l Pal-a) |
| 4               | 1972. március 18. | 24:21  | 7,8                  | Pal 2-s színes videókazetta   |
| 5               | 1972. március 25. | 24:53  | 8,3                  | Pal 2-s színes videókazetta   |
| 6               | 1972. április 1.  | 25:24  | 8,5                  | Pal 2-s színes videókazetta   |

## Könyvkiadás
A könyvváltozatát 1974. október 17.-n adta ki a Target könyvkiadó.

## Otthoni kiadás
- VHS-n 1995 szeptemberében adták ki.
- DVD-n 2008 január 14.-n adták ki.

### Fordítás
- Ez a szócikk részben vagy egészben  a   The Sea Devils című angol Wikipédia-szócikk fordításán alapul.  Az eredeti cikk szerkesztőit annak laptörténete sorolja fel. Ez a jelzés csupán a megfogalmazás eredetét és a szerzői jogokat jelzi, nem szolgál a cikkben szereplő információk forrásmegjelöléseként.